# Erodium malacoides
Erodium malacoides é uma planta com flor pertencente à família Geraniaceae. É nativa da Eurásia e norte da África mas é cultivada em quase todos os continentes na atualidade.

## Galeria

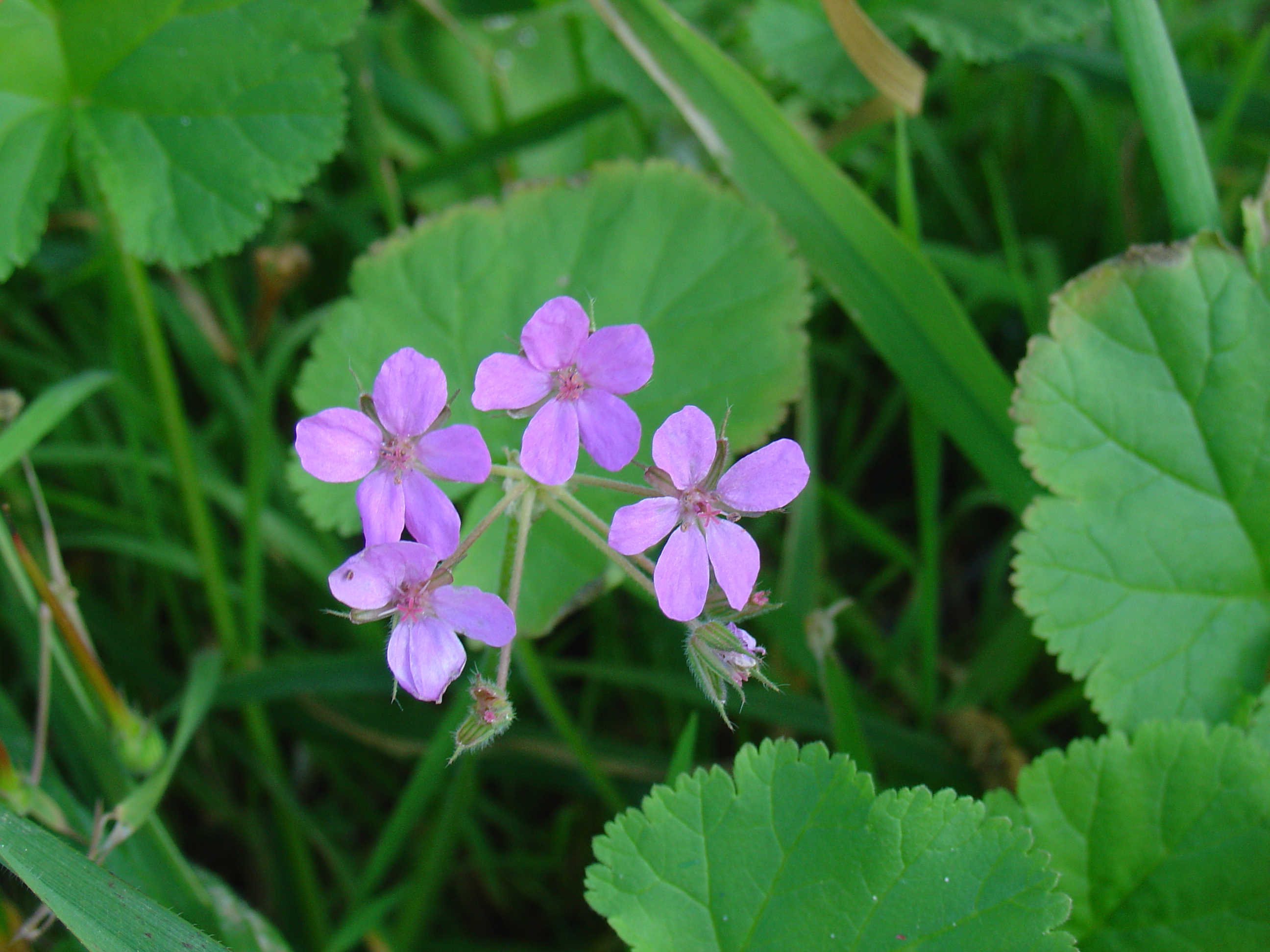
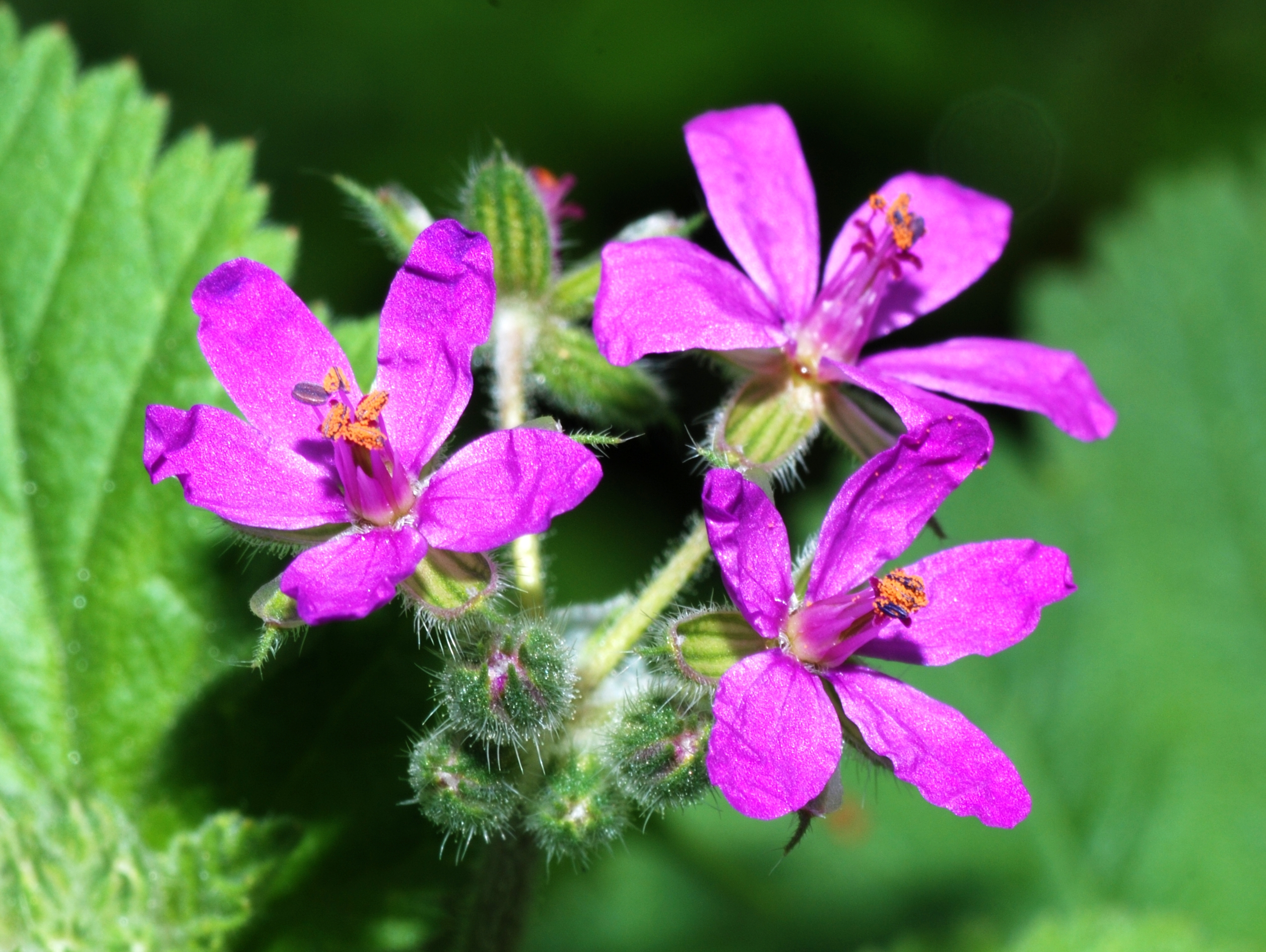
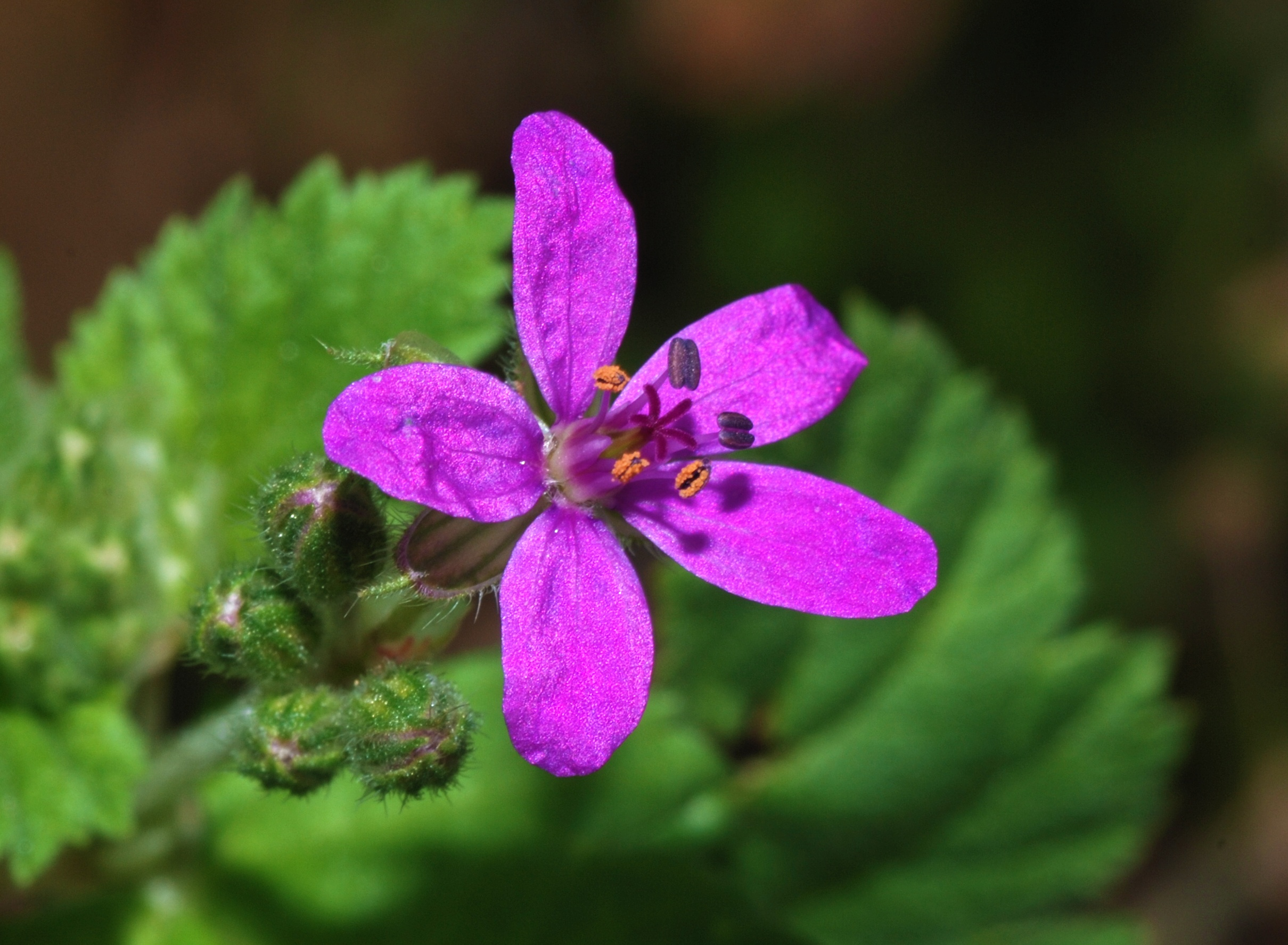